# USS Nerka (SS-380)
USS Nerka (SS-380) miał być okrętem podwodnym typu Balao, jedynym okrętem United States Navy, którego nazwa pochodzi od ryby nerki. Jego budowa została przerwana 29 lipca 1944.
Nazwa USS "Nerka" została wykorzystana jako nazwa fikcyjnego okrętu podwodnego przez Edwarda Beacha w powieści Run Silent, Run Deep z 1955.